# Jan Góra
Jan Wojciech Góra OP, né à Prudnik le 8 février 1948, mort à Poznań le 21 décembre 2015 , est un prêtre catholique dominicain polonais.
Depuis 1997, il était l'organisateur des rencontres de la jeunesse polonaise Lednica 2000 (pl) sur le site du lac Lednica. Il est l'auteur de nombreux ouvrages et articles de théologie.

## Biographie
Jan Góra entre dans l'ordre des dominicains en 1966. De 1967 à 1974, il étudie au Collège dominicain de philosophie et de théologie de Cracovie puis de 1974 à 1976 à l'Académie de théologie catholique de Varsovie (pl) (où il obtient son doctorat de théologie en 1981). De 1977 à 1987, il est aumônier des élèves des écoles secondaires de Poznań et, de 1987 à sa disparition, aumônier universitaire de Poznań à l'église du Saint-Rosaire de Poznań (pl).
Son premier travail d'évangélisation est l'organisation chaque été à Ustroń-Hermanice de rencontres de jeunes catholiques. En 1991, il est parmi les organisateurs des VIes Journées mondiales de la jeunesse à Jasna Góra à l'occasion desquelles il écrit les paroles de l'hymne Abba Ojcze. Pendant l'hiver 1992, il a mis en place le « Dom Świętego Jacka », un centre d'aumônerie sur le Mont Jamna près de Tarnów. Initialement, cette "école de la foi" est dans l'ancien bâtiment d'une école et plus tard, à la suite de l'intervention personnelle du pape Jean-Paul II, dans le Sanctuaire de Notre-Dame de l'Espérance.

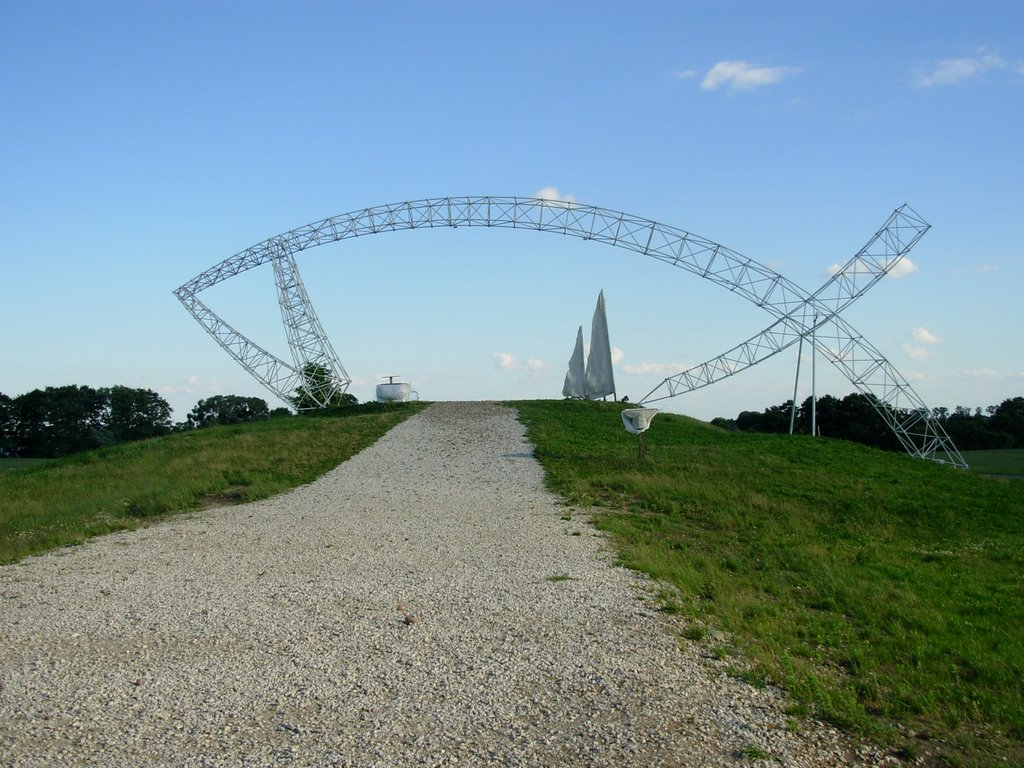
La « Brama Ryba » (portail du Poisson) à côté du lac de Lednica

En 1997, il organise pour la première fois les journées de Rencontre de la Jeunesse polonaise Lednica 2000 à proximité du lac Lednica près de Gniezno, d'abord autour de la fête de la Pentecôte et désormais le premier samedi de juin. Depuis 2004, il organise également début septembre, des rencontres de Lednica pour les aînés.

## Œuvre
- Mój dom, W Drodze, 1981
- Mój świat, W Drodze, 1983
- Dopokąd idę, 1983
- Pijani Bogiem, 1994
- Pióro plebana, 1986
- Kasztan, 1987
- Na krańce świata, 1988
- Idź albo zdechnij. O starych plebanach i bezpowrotnie odeszłych czasach, 1997
- Ryba to znaczy Chrystus, 2001
- Ojciec, Księgarnia Św. Wojciecha, 1999
- Skrawek nieba albo o Ojcu i Królu (avec Jan Grzegorczyk), Księgarnia Św. Wojciecha, 2001
- Ludzie ewangelii daleko niosą imię Chrystusa (avec Aleksandra Bałoniak et Damian Bryl), Księgarnia Św. Wojciecha
- Grabiąc ściernisko, Pallottinum, 1989
- Lednica, czyli w sieci bożej miłości (avec Adam Bujak), Biały Kruk
- Matka Niezawodnej Nadziei, 2003
- Ukłoń się, Jasiu! Prudnikowi, Zysk & S-ka, 2004
- Lednica Górą! Elementarz Ojca Jana, Edipress, 2003
- Rorate caeli – Roraty u Dominikanów w Poznaniu, Paganini
- Poznań.Kościuszki 99, Zysk & S-ka, 2007

## Récompenses et distinctions
- Commandeur de l'ordre Polonia Restituta (2011)
- Prix littéraire de la fondation Kościelski (1983)